# Reichshof (Leipzig)

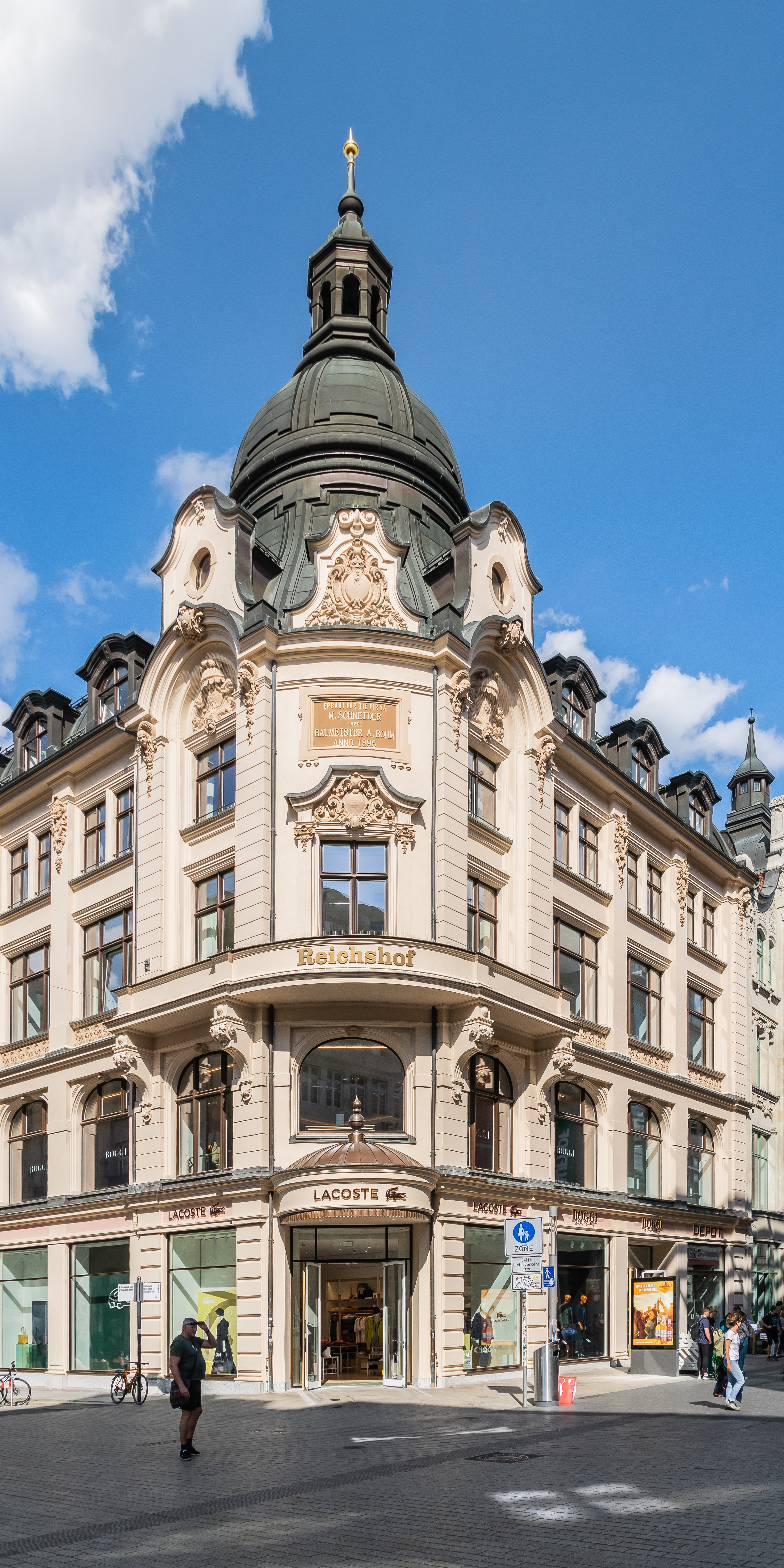
Der Reichshof (2019)

Der Reichshof ist ein Geschäfts- und ehemaliges Messehaus in der Leipziger Innenstadt. Es steht unter Denkmalschutz.

## Lage und Architektur

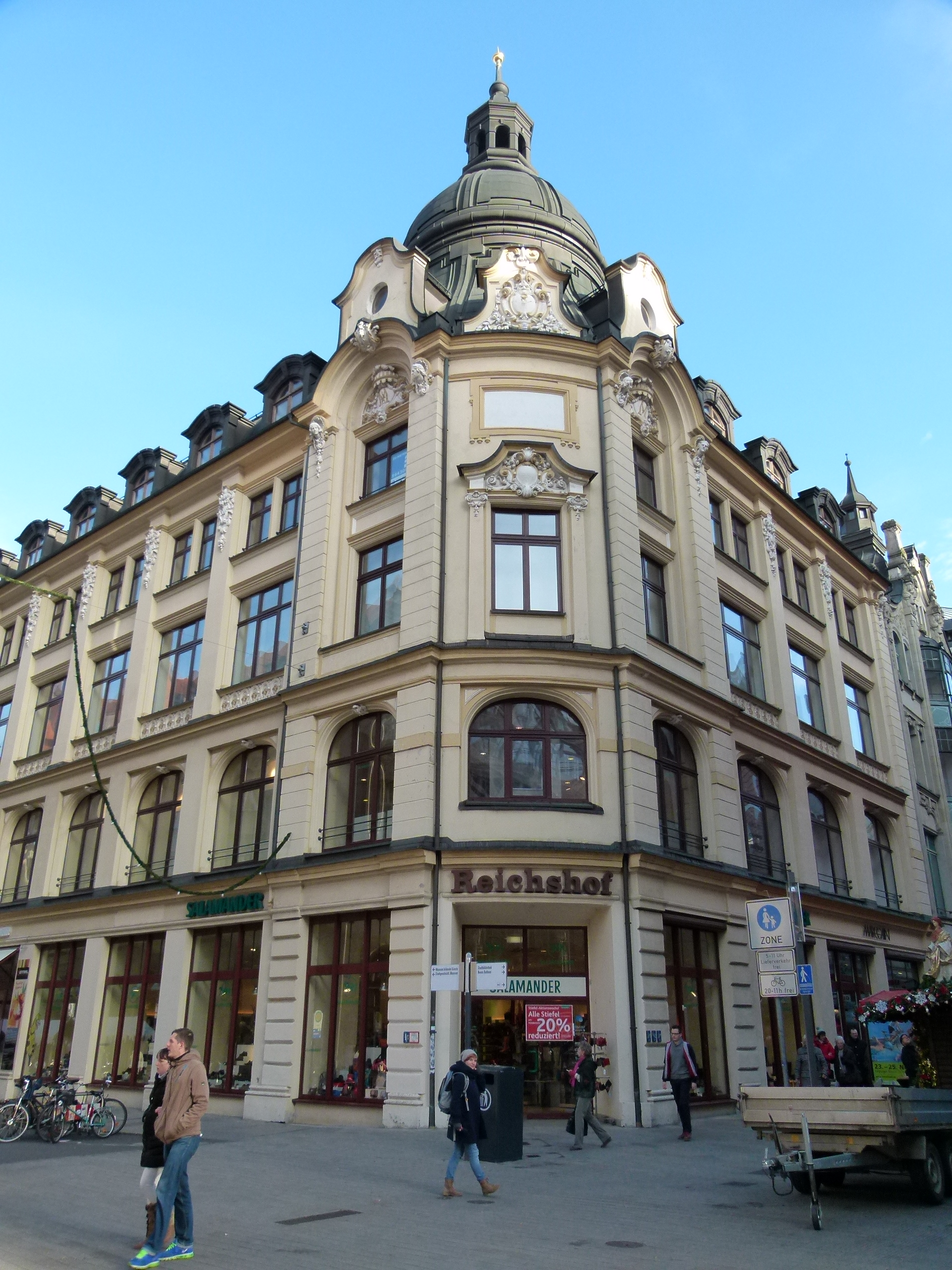
Das Gebäude vor der Teilrekonstruktion (2012)

Der Reichshof ist das Eckgebäude Reichsstraße 2/Ecke Grimmaische Straße. Der vierstöckige Bau hat seine Längsausdehnung von 48 Metern mit neun Fensterachsen längs der Reichsstraße. Nach der Grimmaischen Straße sind vier Achsen gerichtet. Die Ecke ist abgeschrägt und trägt drei Ziergiebel. Der Eckbau wird gekrönt von einer kupfergedeckten Kuppelkonstruktion mit einem Laternenaufbau. An der Ecke weist der Eingang ein kleines bekröntes Kupferdach auf. Die Dachschrägen tragen sieben bzw. drei Gauben mit Bogendach. Die durch Lisenen und Simse gegliederten Fassaden weisen neobarocke Schmuckelemente auf.
An den Reichshof angeschlossen und intern integriert ist das Nachbarhaus Grimmaische Straße 9–11 mit einer Jugendstilfassade. Die beiden Gebäude umschließen zusammen mit einem Hinterhaus einen kleinen Innenhof.

## Geschichte

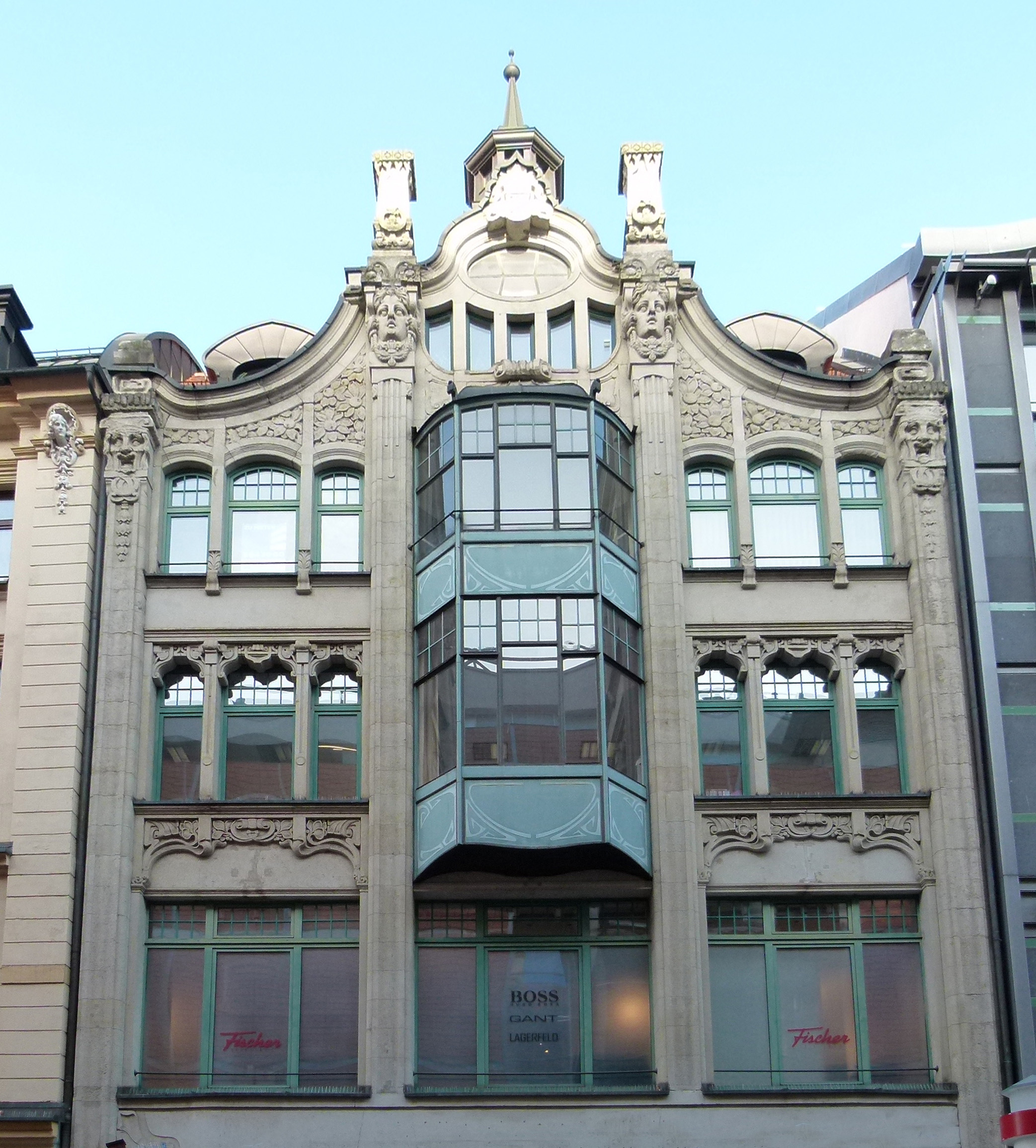
Das integrierte Nachbarhaus (2012)

Von 1896 bis 1898 ließ der Leipziger Unternehmer Richard Pudor (1875–1950) an der Stelle eines ehemaligen Wohn- und Geschäftshauses nach Plänen des Berliner Architekten Albert Bohm (1853–1933) einen Neubau errichten. Dieser hatte zuvor bereits das Café Bauer am Roßplatz entworfen. Das neue Gebäude sollte als Ausstellungshaus der sich in diesen Jahren etablierenden Mustermesse dienen. Um dabei das wirtschaftliche Risiko in Grenzen zu halten, wurde zunächst im Erd- und ersten Obergeschoss ein Modekaufhaus untergebracht, und nur die oberen Stockwerke wurden als Ausstellungsfläche benutzt. 
1904 wurde das Gebäude um das Nachbargrundstück in der Grimmaischen Straße (Nr. 7) erweitert. Zu dieser Zeit setzte sich auch der Name Reichshof durch, offenbar mit Bezug auf die Reichsstraße, die ein Teil im Verlauf der Via Imperii (Reichstraße) war. Bei den 1934 erfolgten Umbauten wurde das Jugendstil-Nachbarhaus in der Grimmaischen Straße (Nr. 9–11) angeschlossen, das ebenfalls von Albert Bohm erbaut worden war.
1945 wurde der Reichshof enteignet und zum Kaufhaus für die Offiziersschicht der in der Sowjetischen Besatzungszone bzw. DDR stationierten Besatzungsmacht. Aus dieser Zeit stammt der in Leipzig für den Reichshof verbreitete Name „Russenkaufhaus“. Ab Anfang der 1960er Jahre war dort ein Möbelkaufhaus. In den Jahren 1990/1991 wurde der Reichshof durch den Urenkel des Erbauers rekonstruiert und als Kaufhaus wiedereröffnet. Das Kupferblechdach des Gebäudes erhielt beim Wettbewerb „Die schönsten Kupferarbeiten Deutschlands 1993“ den ersten Preis.

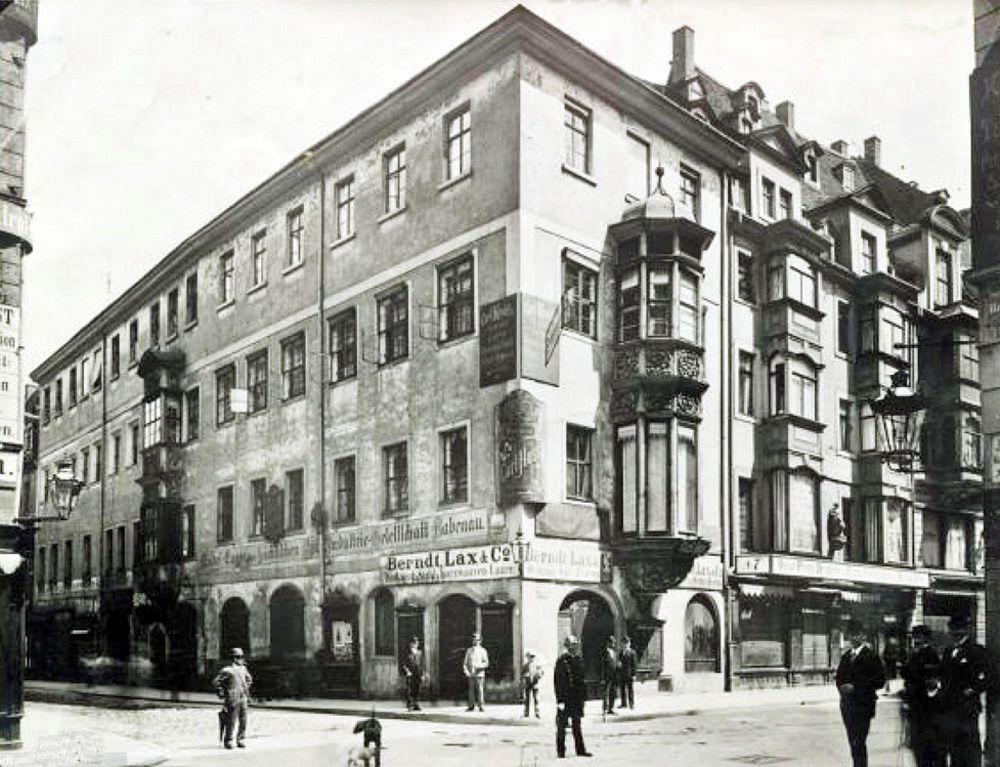
Vorgängerbau (vor 1896)

Nach einer äußerlichen Teilrekonstruktion im Jahr 2018 wurde das Gebäude weitgehend wieder in den Vorkriegszustand versetzt. Der Eckbalkon des ersten Obergeschosses wie auch das Kupferdach mit Bekrönung über dem Eingang an der Ecke wurden hinzugefügt. Auch wurde die Farbgestaltung der Fassade invertiert – der vorher heller gestaltete Stuckzierrat ist nun dunkler als der Rest der Fassade gehalten. Ebenfalls wurde die fehlende Inschrift zur Erinnerung an Bauherr und Baumeister mit neu angefertigten und vergoldeten Buchstaben wieder angebracht.